# Синтон, Джон Александр
Джон Александр Синтон (англ. John Alexander Sinton; 1884—1956) — офицер британской медицинской службы, специалист по малярии (диптеролог), участник первой и второй мировых войн.
Член Лондонского королевского общества (1946).

## Биография
Родился 2 декабря 1884 года в городе Виктория (Британская Колумбия), Канада. Был третьим из семи детей Уолтера Лайона Синтона (1860—1930) и его жены Изабеллы, урожденной Прингл (1860—1924). По линии отца его кузеном был учёный, лауреат Нобелевской премии Уолтон, Эрнест Томас Синтон. В 1890 году они вернулись в Ольстер, где Джон воспитывался и жил всю свою жизнь.
Учился в Королевском академическом институте в Белфасте Академического Учреждения, затем изучал медицину в Королевском университете Белфаста, который окончил в 1908 году. Затем продолжил своё образование в Кембриджском университете (1910) и Ливерпульском университете (1911).
После этого Синтон приступил к работе в индийской медицинской службе (с 1911 года). В Индии повышал свою квалификацию в Королевском университете, где изучал ливерпульскую школу тропической медицины и познакомился с Рональдом Россом.
В 31 год он был капитаном индийской медицинской службы, затем — индийской армии. Участвовал в Первой мировой войне, в частности в Месопотамии в январе 1916 года. В 1921 году он перешел с военной в гражданскую индийскую медицинскую службу, где находился по 1936 год.
Уже гораздо позже, во время Второй мировой войны, Джон Синтон получил звание бригадира британской армии (1943).
Умер 25 марта 1956 года.

## Награды
- Награждён орденом Св. Георгия 4-й степени в июле 1916 года.
- Также награждён другими наградами, в числе которых Крест Виктории, Орден Британской империи и другие.